# Gaspar Núñez de Arce

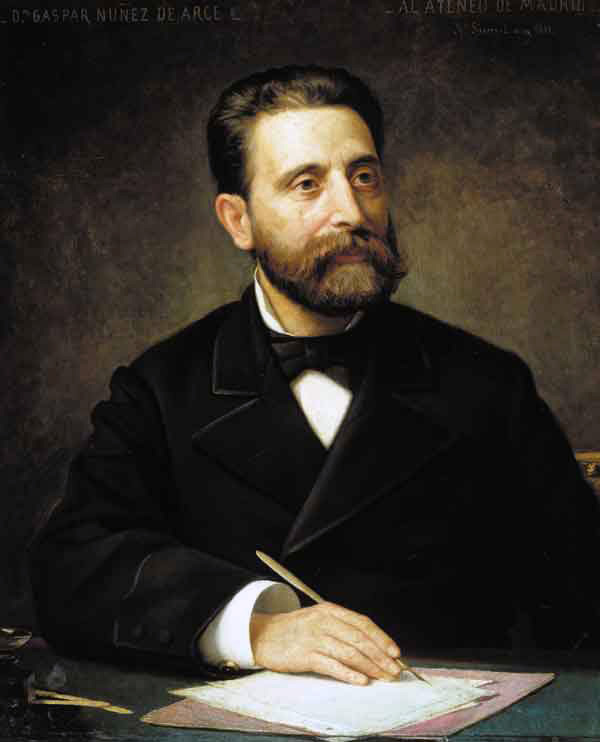
Gaspar Núñez de Arce

Gaspar Núñez de Arce (* 4. August 1834 in Valladolid, Spanien; † 9. Juni 1903 in Madrid) war ein spanischer Dichter, Journalist und Politiker.

## Leben
Geboren als Sohn eines einfachen Postbeamten, war ihm eine Kirchenlaufbahn vorherbestimmt, was er jedoch vehement ablehnte. Er zog nach Madrid und begann dort als Journalist zu arbeiten. In seinen Chroniken berichtete er über den Spanisch-Marokkanischen Krieg von 1859 bis 1860; später wurde er Zivilgouverneur von Barcelona und Minister unter Sagasta und seiner Liberalen Partei. 1874 wurde er Mitglied der Real Academia Española.

## Werk
Gaspar Núñez de Arce schrieb historische Dramen und erzählende Gedichte mit historischen Stoffen. In seiner Lyrik ist ein größeres Bemühen um die literarische Form festzustellen als etwa bei seinem Zeitgenossen Ramón de Campoamor.

### Theater
- El haz de leña (1872)
- Deudas de la honra (1863)
- Quien debe paga (1867)
- Justicia providencial (1872)

### Prosa
- Recuerdos de la campaña de África (1860)

### Erzählende Gedichte
- Raimundo Lulio (1875)
- La selva oscura (1879)
- La última lamentación de Lord Byron (1879)
- Un idilio (1879)
- El vértigo (1879)
- La visión de fray Martín (1880)
- La pesca (1884)
- Maruja (1886)

### Lyrische Gedichte
- Gritos de combate (1875)
- Versos perdidos
- Poemas cortos